# 네이버 시리즈
네이버 시리즈(Naver Series)는 네이버웹툰이 운영하는 웹툰, 웹소설, 만화 감상 플랫폼이다. 2018년 9월, 기존의 ‘네이버 북스’를 리브랜딩해 출시했다. 앱과 PC/모바일 웹을 통해 다양한 장르의 콘텐츠를 감상할 수 있다.
네이버 시리즈에서는 신작부터 인기작, 독점작까지 폭넓은 콘텐츠가 제공된다. 사용자의 취향에 따라 콘텐츠를 추천해주는 개인화 추천 기능과, 에피소드 단위 구매(쿠키), 매일10시무료, 프리패스, 광고보고무료 등 다양한 이용 방식이 마련돼 있다.
또한 감상을 더 편리하게 돕는 기능으로는 책갈피, 메모, TTS(Text-to-Speech) 등도 제공된다.

## 같이 보기
- 네이버 웹툰
- 카카오페이지
- 리디북스